# Nilkantha
Nilkantha (auch Neelkanth, Neelakant, Nilkanth oder Nilkanta) ist ein 6596 m hoher Berg im westlichen Himalaya in der Region Garhwal im indischen Bundesstaat Uttarakhand.

## Name
Der Name des Berges geht auf eine Bezeichnung für den Hindu-Gott Shiva zurück. Nilakantha ist „der mit der blauen Kehle“ (nila = „blau“, kantha = „Hals“ oder „Kehle“). Im Mythos vom „Quirlen des Milchozeans“ hatte Shiva das stärkste Gift (Halahala) getrunken, um die Welt davor zu bewahren. Dieses Gift fügte ihm keinen Schaden zu, färbte jedoch seinen Rachen blau. Darüber hinaus fließt das Wasser der Quellflüsse und -gletscher des Ganges in der Umgebung des Berges in der Hindu-Mythologie durch die Haare Shivas zur Erde.

## Lage
Der Nilkantha liegt auf der Südseite des Satopanthgletschers, eines der beiden Quellgletscher des Alaknanda-Flusses. Dieser Quellfluss des Indus fließt östlich des Nilkantha weiter nach Süden. Der Ort Badrinath im Alaknandatal liegt etwa 9 Kilometer östlich des Berges, der Höhenunterschied vom Talgrund bis zum Gipfel des Nilkantha beträgt hier fast 3500 Meter. Westlich des Nilkantha liegt über dem Satopanthgletscher der Siebentausender Chaukhamba. Vom Nilkantha aus jenseits des Alaknandatals liegen der Nilgiri Parbat im Valley-of-Flowers-Nationalpark und die Berge der Kamet-Gruppe.

## Erstbesteigung
Die Erstbesteigung gelang einer indischen Expedition 1961, nachdem bereits sieben frühere Expeditionen erfolglos waren, darunter Frank Smythe 1936 und eine Dreierseilschaft unter der Leitung von Willi Unsoeld 1949. O. P. Sharma und die Sherpas Phurba Lobsang und Lhakpa Giyalbu Lama erreichten den Gipfel am 13. Juni bei schlechtem Wetter und mussten im Abstieg ein Biwak im Freien überstehen.